# Малые Озёрки (Орловская область)
Малые Озёрки — деревня в Марьинском сельском поселении Корсаковского района Орловской области России.

## География
Деревня расположено в 103 км на северо-восток от Орла.

## Население
| 1859 | 1915 | 2010 |
| ---- | ---- | ---- |
| 628  | ↘321 | ↘7   |